# Цильнинський район
Цільнинський район - адміністративно-територіальна одиниця у складі Ульяновської області Росії. Адміністративний центр - село Велике Нагаткіне.

## Географія
Цільнінський район розташований на північному сході області за 34 км від Ульяновська. На півночі та заході район межує з Татарстаном; на сході - з Ульяновським районом; на південному заході - з Майнським районом.
Площа району - 1293 кв. км.